# Tevlin Women's Challenger 2012
Il Tevlin Women's Challenger 2012 è stato un torneo di tennis facente parte della categoria ITF Women's Circuit nell'ambito dell'ITF Women's Circuit 2012. È stata l'8ª edizione del torneo che si è giocata a Toronto in Canada dal 29 ottobre al 4 novembre 2012 su campi in cemento indoor e aveva un montepremi di $50,000.

## Partecipanti

### Teste di serie
| Nazionalità | Giocatrice       | Ranking* | Testa di serie |
| ----------- | ---------------- | -------- | -------------- |
| Stati Uniti | Maria Sanchez    | 151      | 1              |
| Canada      | Stéphanie Dubois | 153      | 2              |
| Stati Uniti | Jessica Pegula   | 156      | 3              |
| Canada      | Eugenie Bouchard | 169      | 4              |
| Canada      | Sharon Fichman   | 193      | 5              |
| Germania    | Kathrin Wörle    | 213      | 6              |
| Russia      | Alla Kudrjavceva | 245      | 7              |
| Stati Uniti | Julia Boserup    | 255      | 8              |

- Ranking al 22 ottobre 2012.

### Altre partecipanti
Giocatrici che hanno ricevuto una wild card:
- Françoise Abanda
- Gloria Liang
- Rebecca Marino
- Erin Routliffe

Giocatrici che sono passate dalle qualificazioni:
- Sherazad Benamar
- Elisabeth Fournier
- Sonja Molnar
- Carol Zhao

## Vincitori

### Singolare
Eugenie Bouchard ha battuto in finale  Sharon Fichman con il punteggio di 6–1, 6–2

### Doppio
Gabriela Dabrowski /  Alla Kudrjavceva hanno battuto in finale  Eugenie Bouchard /  Jessica Pegula con il punteggio di 6–2, 7–6(2)